# Gary Jasgur
Gary Jasgur (Los Angeles, 8 novembre 1935 – Los Angeles, 22 agosto 1994) è stato un attore statunitense, noto per la sua breve esperienza come attore bambino nella serie Simpatiche canaglie.

## Biografia
Scelto da Hal Roach, produttore della serie Simpatiche canaglie, per interpretare alternativamente il fratellino di George "Spanky" McFarland e Darla Hood, già affermati protagonisti della serie, il suo ruolo consisteva nel rendere la vita difficile si suoi fratelli e ai suoi genitori, tirandogli innocenti e inconsapevoli scherzi.
Tra il 1937, anno del suo ingresso nel cast fino al 1939, anno in cui si ritirò dalle scene (quindi tra i 2 e i 4 anni d’età), recitò in 15 cortometraggi.
Nella sua vita da adulto gestì una piccola attività di vendita al dettaglio nel sud della California, completamente al di fuori del mondo dello spettacolo.
Morì a Los Angeles nel 1994, a 58 anni.